# 11 PM
«11 PM» es una canción del cantante colombiano Maluma, lanzada como sencillo de su cuarto álbum de estudio, 11:11 (2019). La canción fue lanzada como el segundo sencillo del álbum el 17 de mayo de 2019. Logró alcanzar el puesto 11 en la lista Hot Latin Songs de Billboard.

## Video musical
El video musical de la canción fue lanzado el mismo día que la canción. Fue dirigida por Nuno Gomes y ha acumulado más de 911 millones de visitas. Maluma interpreta a un chico normal que está viendo a una chica rubia rica. Ella tiene un novio que la maltrata pero sus padres quieren que salga con él porque él tiene dinero. Maluma insiste en pasar tiempo con ella.

## Certificaciones
| País   | Organismo certificador | Certificación | Ventas certificadas | Ref.  |
| ------ | ---------------------- | ------------- | ------------------- | ----- |
| México | AMPROFON               | Diamante      | 330 000             | [ 1 ] |